# Koreatown (Manhattan)
Pour les articles homonymes, voir Koreatown.
 (septembre 2017).
Si vous disposez d'ouvrages ou d'articles de référence ou si vous connaissez des sites web de qualité traitant du thème abordé ici, merci de compléter l'article en donnant les références utiles à sa vérifiabilité et en les liant à la section « Notes et références ».
Koreatown (Hangul: 맨해튼 코리아타운) ou parfois plus simplement K-Town est un quartier de l'arrondissement de Manhattan, à New York. Le quartier est délimité par la 31e rue au sud, la 36e rue au nord, la Cinquième Avenue à l'est et la Sixième Avenue à l'ouest. Le district est donc situé dans le quartier de Midtown, et est donc souvent éclipsé par les nombreux monuments situés dans le quartier, comme l'Empire State Building situé sur la 34e Rue ou encore le magasin Macy's. 
L'espace le plus densément peuplé du quartier est situé au niveau de la 32e rue, entre Broadway et la Cinquième Avenue, ce qui lui vaut le nom officiel de Korea Way. Le nom du quartier fait bien entendu référence aux populations coréennes qui habitent à New York, mais étant donné que peu de gens habitent réellement la zone, le quartier fait surtout référence aux commerces et restaurants qui sont pour la plupart gérés par des Coréens. La plupart des résidents coréens habitent dans d'autres arrondissements de la ville, notamment dans le quartier de Flushing dans le Queens. La population coréenne vivant dans l'aire métropolitaine de New York est la 2e plus importante en dehors de Corée.